# Râul Modrugazu
Râul Modrugazu este un curs de apă, afluent al râului Capra. 